# Spirit: wild und frei
Spirit: wild und frei (Originaltitel Spirit Riding Free) ist eine US-amerikanische Animationsserie, die in den Jahren 2017–2019 von DreamWorks Animation produziert wurde. Die Serie basiert auf dem 2002 erschienenen Spielfilm Spirit – Der wilde Mustang. In den Jahren 2019 und 2020 wurden mit Spirit – wild und frei: Pferdegeschichten (Spirit Riding Free: Pony Tales) und Spirit – wild und frei: Reitakademie (Spirit Riding Free: Riding Academy) zwei Ableger mit jeweils zwei Staffeln veröffentlicht.
Am 22. Juli 2021 kam der zur Serie gehörige Film Spirit – Frei und ungezähmt in die deutschen Kinos.

## Handlung
Der freilebende Jung-Hengst Spirit wird gefangen genommen und soll gezähmt werden. Allerdings befreit ihn die zwölfjährige Lucky (auch als Fortuna Esperanza Navarro Prescott bekannt), die ebenfalls neu im Ort ist. Sie unternimmt mit ihren zwei Freundinnen Pru (Prudence Granger) und Abigail (Abigail Stone), sowie deren Pferden Chica Linda und Boomerang viele Abenteuer. So bereiten sie sich beispielsweise auf Rennen vor, veranstalten eine Überraschungsparty oder Schnitzeljagd.

## Charaktere

### Hauptcharaktere
- Fortuna „Lucky“ Esperanza Navarro Prescott: Lucky ist ein dreizehnjähriges (anfangs zwölfjähriges) Mädchen, das mit ihrem Vater, Jim Prescott, und ihrer Tante, Cora Prescott, von der großen Stadt in die Prärie nach Miradero zieht. Dort lernt Lucky den Hengst Spirit kennen. Ihre Halbschwester heißt Polly und Lucky hat sie sehr gerne. Lucky ist mit dem mexikanischen Kunstreiter Javier zusammen. Ihr Wunsch ist es, in Zukunft als Tierärztin zu arbeiten.
- Spirit Jr.: Spirit ist das Pferd von Lucky Prescott. Er ist ein Wildpferd und verbringt die Nacht bei seiner Herde. Er mag Maricelas Pferd Mystery sehr gerne, er ist quasi mit ihr zusammen.
- Prudence Granger: Prudence wird sehr oft nur „Pru“ genannt, da dies ihr Spitzname ist. Sie ist Luckys und Abigails Freundin. Ihr Pferd heißt Chica Linda. Später möchte sie einmal Pferdezüchterin wie ihr Vater, Al Granger, werden. Sie ist ein starkes, taffes Mädchen. Sie hat Lampenfieber bei z. B. Auftritten, aber Ermutigung hilft bei ihr immer.
- Abigail Stone: Abigail ist die große Schwester von Snips. Abigail ist sehr nett und abergläubisch. Ihr Pferd heißt Boomerang. Er ist sehr verspielt und frech.
- Jim Prescott: Jim ist Luckys, sowie Pollys Vater und der Mann von Kate Flores (jetzt: Prescott). Er lebte früher schon mal in Miradero und kam später zurück. Seine Arbeit ist die Eisenbahn.
- Kate Prescott (früher Kate Flores): Kate war Luckys Lehrerin in Miradero. Sie ist die zweite Frau von Luckys Vater Jim Prescott. Sie hat sich entschieden, nicht mehr zu arbeiten, um sich um ihr Kind Polly kümmern zu können.
- Polly Prescott: Polly ist das Baby von Jim und Kate. Sie wurde in einem Zug geboren. Lucky mag ihre kleine Schwester sehr gerne.

### Nebencharaktere
- Snips Stone: Snips ist der sechsjährige Bruder von Abigail. Er ist frech und liebt es, Streiche zu spielen, aber er ist ja noch klein. Er hat einen Esel namens „Herr Karotte“.
- Maricela: Maricela ist ein eingebildetes Mädchen, das sich sehr viel aus Schönheit, Benehmen und Körperpflege macht. Sie ist mit Pru verfeindet. Sie ist in Turo verliebt, weiß aber nicht, wie sie ihre Gefühle zeigen soll. Außerdem besitzt sie Mystery.
- Mystery: Mystery ist Maricelas vornehmes Pferd. Sie mag Luckys Pferd Spirit sehr gerne und ist quasi mit ihm zusammen.
- Turo: Turo ist der Stallbursche. Er ist in Maricela verliebt, kann seine Gefühle aber nicht zeigen. Sein Pferd Wachholder hat er von Harlan Grayson gekauft.
- Javier: Javier ist ein mexikanischer Kunst- und Rodeoreiter. Er ist mit Lucky zusammen. Sein Pferd heißt Wüstenblume.
- Milagro Navarro: Milagro ist Luckys verstorbene Mutter. Wegen einer bevorstehenden Zwangsheirat verließ sie ihre Heimatstadt an ihrem 16. Geburtstag. Sie floh zum Zirkus „Circo Dos Grillos“ und wurde zur Kunstreiterin, die sehr gute Tricks beherrschte.
- Al Granger: Al ist Prus Vater und ein guter Freund von Jim. Er ist Pferdezüchter und ihm gehören Koppel sowie Stall in Miradero.
- Bianca und Mary Pat: Die Zwillinge Bianca und Mary Pat sind unzertrennlich. Bianca trägt blaue Stiefel, Mary Pat braune. Bianca ist in Snips Stone verliebt, was Mary Pat nicht nachvollziehen kann.
- Harlan Grayson: Harlan Grayson, oft nur „Grayson“ genannt, lebt alleine auf einer Finca in der Nähe von Miradero. Er ist herzlos und gemein. Gegenüber Lucky, Pru und Abigail verhält er sich sehr hochnäsig. Sein Pferd heißt Xerxes. Graysons Vater war Richter und wurde von Bill LePray umgebracht. Als Lucky von Bill LePray aus einem fahrenden Zug gestoßen wird, glaubt er, sie sei tot und zeigt kurz seine verwundbare Seite.
- Bill LePray: Bill ist eine Verbrecherin im Wilden Westen bis Mexiko. Sie klaut, betrügt und tötet. Bei einer Flucht erschoss sie Richter Grayson, den Vater von Harlan Grayson. Da Lucky ihre Identität enthüllt hat, rächt sich Bill, indem sie Luckys Vater Jim während seiner Hochzeit entführt.

## Produktion und Veröffentlichung
Die Serie wird seit 2017 von DreamWorks Animation in den Vereinigten Staaten produziert. Dabei sind acht Staffeln mit 52 Folgen entstanden.
Die deutsche Erstausstrahlung fand am 9. September 2017 auf Super RTL statt. Weitere Wiederholungen erfolgten ebenfalls auf Toggo plus. Zudem wurden CDs, DVDs und mehr zu der Serie veröffentlicht. Alle Folgen sind auf YouTube veröffentlicht.

## Synchronisation
| Rolle           | Englische Sprecher      | Deutsche Sprecher  |
| --------------- | ----------------------- | ------------------ |
| Lucky Prescott  | Amber Frank             | Olivia Büschken    |
| Pru Granger     | Sydney Park             | Leonie Dubuc       |
| Abigail Stone   | Bailey Gambertoglio     | Sarah Tkotsch      |
| Jim Prescott    | Nolan North             | Karlo Hackenberger |
| Kate Prescott   | Tiya Sircar             | Marieke Oeffinger  |
| Julian Prescott | Lucas Grabeel           | Linus Drews        |
| Tante Cora      | Kari Wahlgren           | Alexandra Wilcke   |
| Snips Stone     | Duncan Joiner           | Max Asmus          |
| Maricela        | Darcy Rose Byrnes       | Johanna Dost       |
| Turo            | Andy Pessoa             | Sebastian Kluckert |
| Javier          | Andy Aragon             | Maximilian Artajo  |
| Milagro Navarro | Natalie Otano           | Christin Quander   |
| Al Granger      | Jonathan Craig Williams | Robert Glatzeder   |
| Mary Pat/Bianca | Gabrielle Graves        | Sarah Strelocke    |
| Harlan Grayson  | James Patrick Stuart    | Viktor Neumann     |
| Bill LePray     | Katey Sagal             | Gundi Eberhard     |

## Episodenliste

### Staffel 1
| Nr. (ges.) | Nr. (St.) | Deutscher Titel       | Originaltitel                        | Erstveröffentlichung USA | Deutschsprachige Erstausstrahlung (D) |
| ---------- | --------- | --------------------- | ------------------------------------ | ------------------------ | ------------------------------------- |
| 1          | 1         | Neue Freunde          | Lucky and the Unbreakable Spirit     | 5. Mai 2017              | 9. Sep. 2017                          |
| 2          | 2         | Vertrauen ist alles!  | Lucky and the Treacherous Trail      | 5. Mai 2017              | 15. Sep. 2017                         |
| 3          | 3         | Die rätselhafte Karte | Lucky and the Mysterious Map         | 5. Mai 2017              | 16. Sep. 2017                         |
| 4          | 4         | Der Konkurrenzkampf   | Lucky and the Competition Conundrum  | 5. Mai 2017              | 22. Sep. 2017                         |
| 5          | 5         | Ein Pferd für Turo    | Lucky and the Appaloosa Adventure    | 5. Mai 2017              | 23. Sep. 2017                         |
| 6          | 6         | Überraschung!         | Lucky and the Not-So-Secret Surprise | 5. Mai 2017              | 29. Sep. 2017                         |

### Staffel 2
| Nr. (ges.) | Nr. (St.) | Deutscher Titel                  | Originaltitel                                     | Erstveröffentlichung USA | Deutschsprachige Erstausstrahlung (D) |
| ---------- | --------- | -------------------------------- | ------------------------------------------------- | ------------------------ | ------------------------------------- |
| 7          | 1         | Die Fiesta                       | Lucky and the Cowboy Next Door                    | 8. Sep. 2017             | 30. Sep. 2017                         |
| 8          | 2         | Drei Detektivinnen               | Lucky and the Pie P.I.                            | 8. Sep. 2017             | 6. Okt. 2017                          |
| 9          | 3         | Luckys supertoller Cousin Julian | Lucky and Her Super Amazing and Fun Cousin Julian | 8. Sep. 2017             | 7. Okt. 2017                          |
| 10         | 4         | Die Kürbis-Schnitzeljagd         | Lucky and the Harvest Hunt                        | 8. Sep. 2017             | 13. Okt. 2017                         |
| 11         | 5         | Weihnachten in Miradero          | Lucky and the Christmas Spirit                    | 8. Sep. 2017             | 14. Okt. 2017                         |
| 12         | 6         | Der Schneesturm                  | Lucky and the Deadly Blizzard                     | 8. Sep. 2017             | 20. Okt. 2017                         |
| 13         | 7         | Das große Rennen                 | Lucky and the Price of Freedom                    | 8. Sep. 2017             | 21. Okt. 2017                         |

### Staffel 3
| Nr. (ges.) | Nr. (St.) | Deutscher Titel            | Originaltitel                    | Erstveröffentlichung USA | Deutschsprachige Erstveröffentlichung (D/A/CH) |
| ---------- | --------- | -------------------------- | -------------------------------- | ------------------------ | ---------------------------------------------- |
| 14         | 1         | Ein langer Weg nach Hause  | Lucky and the Long Way Home      | 17. Nov. 2017            | 19. März 2018                                  |
| 15         | 2         | Gefahr bei den Wildpferden | Lucky and the New Governor       | 17. Nov. 2017            | 19. März 2018                                  |
| 16         | 3         | Der Indianer               | Lucky and the Risky Rescue       | 17. Nov. 2017            | 19. März 2018                                  |
| 17         | 4         | Auf Fossilienjagd          | Lucky and the Field Trip Fraud   | 17. Nov. 2017            | 19. März 2018                                  |
| 18         | 5         | Das Erdbeben               | Lucky and the Shaky Day          | 17. Nov. 2017            | 19. März 2018                                  |
| 19         | 6         | Goldrausch                 | Lucky and the Golden Opportunity | 17. Nov. 2017            | 19. März 2018                                  |
| 20         | 7         | Der Berglöwe               | Lucky and the Lion               | 17. Nov. 2017            | 19. März 2018                                  |

### Staffel 4
| Nr. (ges.) | Nr. (St.) | Deutscher Titel               | Originaltitel                     | Erstveröffentlichung USA | Deutschsprachige Erstveröffentlichung (D/A/CH) |
| ---------- | --------- | ----------------------------- | --------------------------------- | ------------------------ | ---------------------------------------------- |
| 21         | 1         | Luckys erster Job             | Lucky and the Impatient Patient   | 16. März 2018            | 19. März 2018                                  |
| 22         | 2         | Luckys Geburtstag             | Lucky and the Train Tycoon        | 16. März 2018            | 19. März 2018                                  |
| 23         | 3         | Das Theaterstück              | Lucky and the Role Reversal       | 16. März 2018            | 19. März 2018                                  |
| 24         | 4         | Tante Cora muss bleiben       | Lucky and the Patchwork Plan      | 16. März 2018            | 19. März 2018                                  |
| 25         | 5         | Lucky und der Zirkus – Teil 1 | Lucky and Her New Family – Part 1 | 16. März 2018            | 19. März 2018                                  |
| 26         | 6         | Lucky und der Zirkus – Teil 2 | Lucky and Her New Family – Part 2 | 16. März 2018            | 19. März 2018                                  |

### Staffel 5
| Nr. (ges.) | Nr. (St.) | Deutscher Titel                | Originaltitel                             | Erstveröffentlichung USA | Deutschsprachige Erstveröffentlichung (D/A/CH) |
| ---------- | --------- | ------------------------------ | ----------------------------------------- | ------------------------ | ---------------------------------------------- |
| 27         | 1         | Lucky, die Zirkusartistin      | Lucky and La Voltereta Feroz              | 11. Mai 2018             | 20. Aug. 2018                                  |
| 28         | 2         | Der geheimnisvolle Bandit      | Lucky and the No-Good Outlaw Butch LePray | 11. Mai 2018             | 20. Aug. 2018                                  |
| 29         | 3         | Die letzte Vorstellung         | Lucky and the Big Goodbye                 | 11. Mai 2018             | 20. Aug. 2018                                  |
| 30         | 4         | Zu viele Veränderungen         | Lucky and the Two-Wheeled Terror          | 11. Mai 2018             | 20. Aug. 2018                                  |
| 31         | 5         | Cowboy-Leben                   | Lucky and the Rough Ride                  | 11. Mai 2018             | 20. Aug. 2018                                  |
| 32         | 6         | Der Halloween-Geist            | Lucky and the Ghostly Gotcha!             | 11. Mai 2018             | 20. Aug. 2018                                  |
| 33         | 7         | Ein aufregender Campingausflug | Lucky and the Doomed Delivery             | 11. Mai 2018             | 20. Aug. 2018                                  |

### Staffel 6
| Nr. (ges.) | Nr. (St.) | Deutscher Titel           | Originaltitel                     | Erstveröffentlichung USA | Deutschsprachige Erstveröffentlichung (D/A/CH) |
| ---------- | --------- | ------------------------- | --------------------------------- | ------------------------ | ---------------------------------------------- |
| 34         | 1         | Die große Trockenheit     | Lucky and the Doubtful Drought    | 17. Aug. 2018            | 21. Aug. 2018                                  |
| 35         | 2         | Wo sind die Pferde?       | Lucky and the Arabian Nightmares  | 17. Aug. 2018            | 21. Aug. 2018                                  |
| 36         | 3         | Der große Sandsturm       | Lucky and the Fearless Fillies    | 17. Aug. 2018            | 21. Aug. 2018                                  |
| 37         | 4         | Gute Vorsätze             | Lucky and the Resolutionary Fever | 17. Aug. 2018            | 21. Aug. 2018                                  |
| 38         | 5         | Lucky, die Gaunerin       | Lucky and the Cousin Caper        | 17. Aug. 2018            | 21. Aug. 2018                                  |
| 39         | 6         | Hochzeit mit Hindernissen | Lucky and the Wayward Wedding     | 17. Aug. 2018            | 21. Aug. 2018                                  |

### Staffel 7
| Nr. (ges.) | Nr. (St.) | Deutscher Titel       | Originaltitel                     | Erstveröffentlichung USA | Deutschsprachige Erstveröffentlichung (D/A/CH) |
| ---------- | --------- | --------------------- | --------------------------------- | ------------------------ | ---------------------------------------------- |
| 40         | 1         | Die Entführung        | Lucky and the Railroad Ransom     | 9. Nov. 2018             | 1. Feb. 2019                                   |
| 41         | 2         | Der Heißluftballon    | Lucky and the Flight of the Fancy | 9. Nov. 2018             | 1. Feb. 2019                                   |
| 42         | 3         | April, April!         | Lucky and the Jam Jam             | 9. Nov. 2018             | 1. Feb. 2019                                   |
| 43         | 4         | Große Schwester Lucky | Lucky and the Escape Artist       | 9. Nov. 2018             | 1. Feb. 2019                                   |
| 44         | 5         | Auf dünnem Eis        | Lucky and the Thin Ice            | 9. Nov. 2018             | 1. Feb. 2019                                   |
| 45         | 6         | Nett sein ist alles   | Lucky and the Ray of Sunshine     | 9. Nov. 2018             | 1. Feb. 2019                                   |
| 46         | 7         | Das Wildnis-Abenteuer | Lucky and the Double-Dad Dare     | 9. Nov. 2018             | 1. Feb. 2019                                   |

### Staffel 8
| Nr. (ges.) | Nr. (St.) | Deutscher Titel           | Originaltitel                       | Erstveröffentlichung USA | Deutschsprachige Erstausstrahlung (D) |
| ---------- | --------- | ------------------------- | ----------------------------------- | ------------------------ | ------------------------------------- |
| 47         | 1         | Ein lautes Willkommen     | Lucky and the Warm Welcome          | 5. Apr. 2019             | 6. Apr. 2019                          |
| 48         | 2         | Der Dressur-Wettbewerb    | Lucky and the Dressage Sabotage     | 5. Apr. 2019             | 7. Apr. 2019                          |
| 49         | 3         | Lucky, Polly und der Wolf | Lucky and the Girl Who Cried Wolf   | 5. Apr. 2019             | 8. Apr. 2019                          |
| 50         | 4         | Der Berufetag             | Lucky and the Endless Possibilities | 5. Apr. 2019             | 9. Apr. 2019                          |
| 51         | 5         | Lucky in der Stadt        | Lucky and the New Frontier – Part 1 | 5. Apr. 2019             | 10. Apr. 2019                         |
| 52         | 6         | Auf dem Gezeitenhof       | Lucky and the New Frontier – Part 2 | 5. Apr. 2019             | 11. Apr. 2019                         |